# Djamel Mellouk
Djamel Mellouk, né le 25 mai 1970 à Montfermeil, est auteur, compositeur et directeur artistique de la Compagnie Mille et Une Nuits.

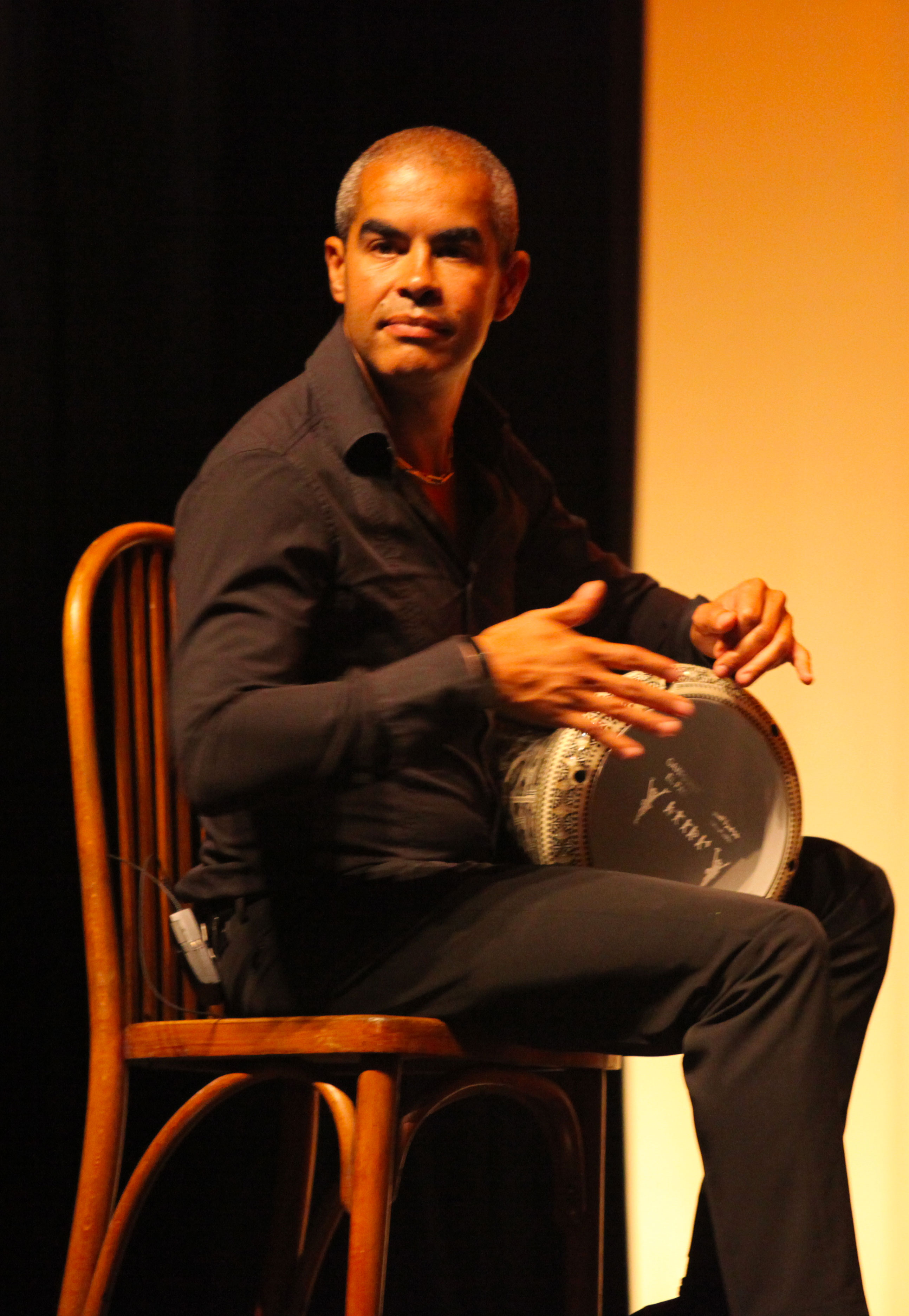
Djamel Mellouk compositeur et professeur de darbouka spécialiste de la musique arabe

## Biographie
En 1999 il fonde, avec la chorégraphe Gemma, la Compagnie Mille et Une Nuits, une formation de sept danseuses et quatre percussionnistes réunis par une passion commune pour la danse et la musique égyptienne.
Djamel Mellouk poursuit son exploration des principaux rythmes du raqs sharki, danses de l'Orient. Son style musical s'appuie sur une large connaissance des rythmes orientaux et des variations propres à chaque région, obtenue grâce à un travail de collecte auprès des musiciens : Saïddi dans le Sud de l'Égypte, Khaligy dans le golfe Persique, Karatchy en Inde et au Maghreb...
Deux ans plus tard, il décide de fonder l'ensemble El Darbak, une formation musicale de cinq instrumentistes travaillant à l'élaboration et l'improvisation de nouvelles compositions alliant les sonorités des percussions orientales tout en préservant l'esprit festif et traditionnel des maîtres égyptiens.
En 2002 sort son premier album, Alhambra (DOM, Al Hamrâ, la rouge), en hommage à la citadelle rouge de Grenade. Parallèlement, il poursuit sa carrière de musicien : spectacles au Théâtre du Renard, à l’Institut du monde arabe, au Satellit Café, à La Cigale, ou encore au Palais des congrès de Montreux en Suisse.
En 2004 sort son second album Alf Leïla wa Leïla (Mille et Une Nuits, DOM), fruit de la rencontre entre les rythmes orientaux et la richesse musicale de la Perse. À cette occasion, il collabore avec le musicien iranien Habib Meftath Boushehri, originaire de la région de Bushehr (Sud de l'Iran).
À l'issue de cette nouvelle expérience musicale, Djamel Mellouk réoriente la formation d'El Darbak, alors uniquement constituée de percussions, et l'ouvre aux instruments mélodiques : c'est la rencontre avec le ney extatique qui préfigure son troisième album. L'enregistrement aura lieu en 2006 en live à la Cigale : Mille et Une Nuits live à La Cigale (Sony-BMG). Il participe également à un second spectacle avec Gemma, intitulé Alhambra.
En 2007, à l'occasion d'une tournée internationale, Djamel Mellouk renouvelle l'ensemble El Darbak, et introduit de nouvelles sonorités harmoniques : Hend Zouari au kanoun; mélodiques  Justine Rigutto au violon ; et rythmiques : Guy Roch et Djamel Si Mohammed.
Sa nouvelle création, Zenzela, est en tournée internationale depuis 2007 : Casino de Beyrouth, Palais Soleimann de Marrakech, Sheraton d'Oran, Casino d'Agadir, Stade Moulay Abdellah de Rabat, Carpa de Barcelone, El Gourna et Hurgada en Egypte...
Djamel Mellouk s'implique également dans la pédagogie, avec en 2008 la publication une méthode d'apprentissage de la darbouka et des rythmes orientaux intitulée Découverte et perfectionnement de la darbouka (ID Music), et en 1999 la création de l'EPOM : l'École de percussions orientales Mille et Une Nuits, où il enseigne les différents instruments de percussions orientales : darbouka, daf, bendir, sagattes...
Il a un fils Kaïs Mellouk né en 2012 

## Collaborateurs
Pour l’accompagner, Djamel Mellouk s’entoure de différents partenaires musicaux : 
- Hend Zouari (kanoun, chant)
- Guy Roch (batterie)
- Djamel Si Mohammad (bongo, daf)
- Justine Rigutto (violon, sagattes, chant)
- Habib Meftath Boushehri (zarbtempo, dammam, ney, tekki)
- Hamid Abdelhmaoui (ney, daf)

## Discographie
Albums studio
- 2002 : Alhambra, 1 CD (Label Dom).

Liste des titres : 1. Alhambra (la rouge) — 2. Alf leïla wa leïla (Mille et Une Nuits) — 3. Sout El Baladi (la voix du pays) — 4. leïlat El Caïra (Les nuits du Caire) — 5. Zïna (la belle) — 6. Oum el dounia (La mère du monde) — 7. Gemma — 8. Khali (mon oncle) 
- 2004 : Les Mille et Une Nuits, 1 CD (Label Dom).

Liste des titres : 1. Egyptian Samba (Samba Égyptienne) — 2. Sawt El Hawa (Murmure du vent) — 3. Aïn el Kamara (regard de la lune) — 5. Salam Kalbi (Apaise mon cœur) — 6. Amal (Espoir) — 7. Darbak el hayat (battements de vie) — 8. Rakasa (la danseuse) — 9. Héoui — 10. Awî Awî — 11. Dabkt el Alaoui (le rythme alaoui)
Album live
- 2006 : Mille et Une Nuits Live à La Cigale, 1 CD (Label Sony-BMG).

Liste des titres : 1. Zinzel — 2. Khaligy  — 3. Aïn el Kamara (I) — 4. Aïn el Kamara (II) — 5. Aïn el Kamara (III) — 6. Blue Hang — 7. Leïlat el Bousheri — 8. Alf Leïla  — 9. Awî Awî — 10. Djinn — 11.  Rakasa  — 11.  Sawt el Hob
DVD
- 2006 : Mille et Une Nuits Live à La Cigale, 1 DVD (Sony-BMG)
- 2008 : Découverte et perfectionnement de la Darbouka, 1 DVD (ID Music).

Liste des titres : 1. Présentation des instruments de percussions orientaux — 2. Position  — 3. Placement des mains et sonorités — 4. Rythmes de base — 5. Rythmes de transe— 6. Technique de la Darbouka — 7. Transition rythmiques dans la musique orientale— 8. Solo de percussions (démonstration).